# Fourth Avenue Line

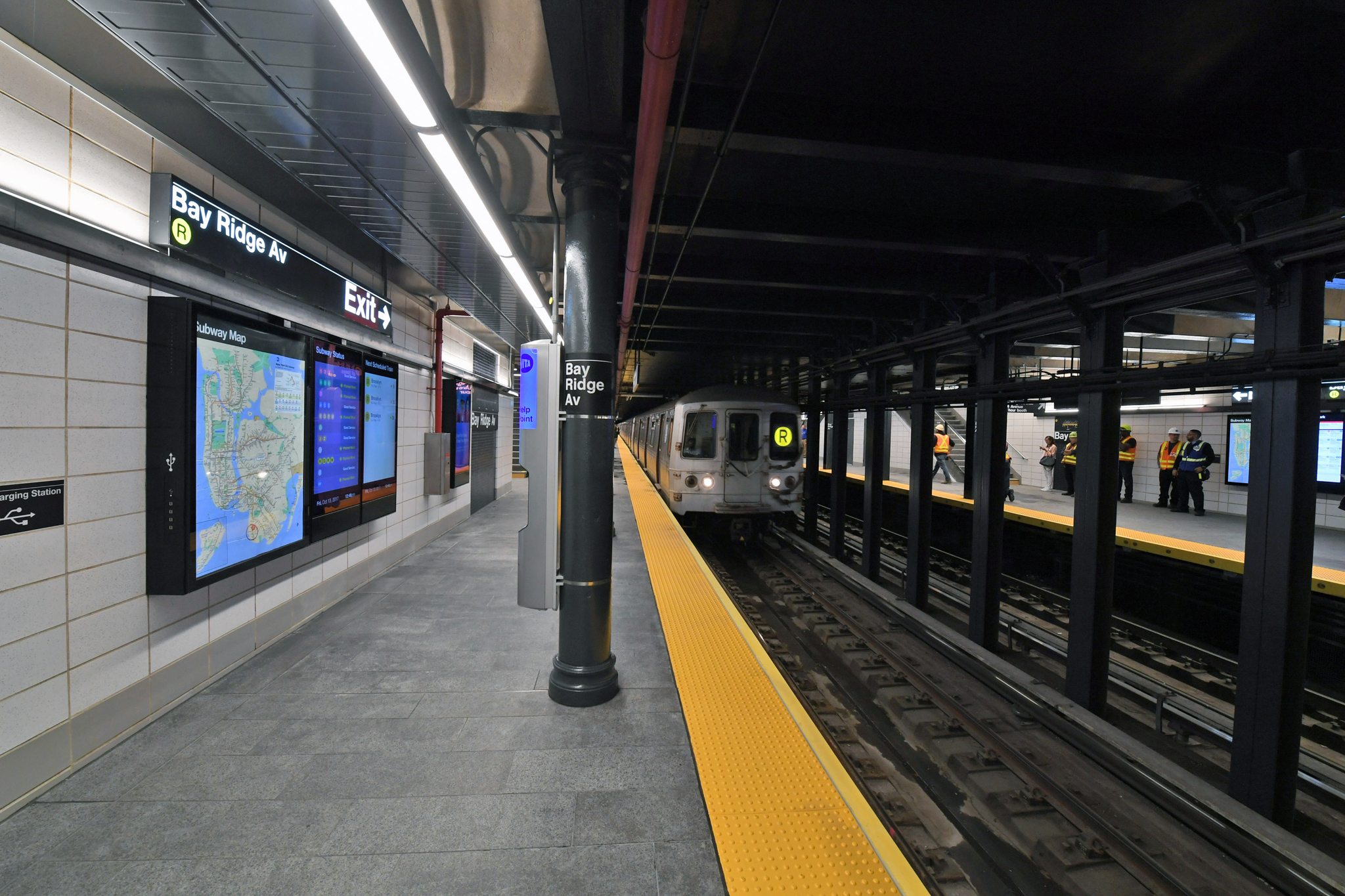
Station Bay Ridge Avenue op de Fourth Avenue Line

De Fourth Avenue Line is een metrolijntraject van de New York City Subway volledig gelegen in de borough Brooklyn van New York. De lijn volgt het tracé van de Fourth Avenue en ligt bijna over de hele trajectlengte onder het wegdek van deze New Yorkse hoofdweg. De buurten Downtown Brooklyn, Park Slope, South Slope, Greenwood Heights, Sunset Park en Bay Ridge worden bediend. 
De lijn fungeert als een centrale lijn in het Brooklyns deel van de NYC Subway, omdat op de Fourth Avenue Line meerdere andere lijnen die heel centraal en zuidelijk Brooklyn bedienen, aftakken, zo zijn er met name van noord naar zuid aftakkingen van de Brighton Line, West End Line en Sea Beach Line.
Het traject van de Fourth Avenue Line wordt met een lokale treindienst, stoppend aan alle stations, verzorgd door metrolijn R. De metrodienst van lijn N bedient het eerste deel van het traject als een sneldienst met enkel stops in de express-stations, maar rijdt 's avonds laat wel een lokale dienst. Metrolijn W bedient het eerste deel van het traject enkel tijdens de spitsuren.  De lijnen N en W bedienen de stations tot 59th Street waarna de afsplitsing van de Sea Beach Line volgt en de lijnen op dat traject hun dienstregeling verder zetten naar Coney Island-Stillwell Avenue in Coney Island.  De Fourth Avenue Line zelf bedient in het zuiden de zuidwestelijke tip van Brooklyn, de woonwijk Bay Ridge gelegen vlak ten noorden van de oostelijke toegang tot de Verrazano-Narrows Bridge, de brug over The Narrows naar Staten Island. De noordelijke terminus van de Fourth Avenue Line is de passage van de East River. Standaard is dit de Montague Street Tunnel die in Manhattan aansluiting geeft op de Broadway Line, maar voor enkele diensten die een korter deel van het traject van de Fourth Avenue Line volgen en reeds afsplitsen aan de Brighton Line of West End Line trajecten, is er ook een passage via de Manhattan Bridge. Het meest noordelijke station op de Fourth Avenue Line is Court Street-Borough Hall.
De metrolijn werd gegraven en aangelegd onder het wegdek van Fourth Avenue tussen 1908 en 1915, gefinancierd door Dual Contracts, dus deels door het stadsbestuur en deels door privébedrijven.  De lijn verving oudere lijnen die waren aangelegd in Brooklyn op viaducten boven het wegdek van Third Avenue en Fifth Avenue. De lijn werd uitgebaat door de Brooklyn Rapid Transit Company (BRT, later Brooklyn-Manhattan Transit Corporation of BMT). 

## Stations
Met het icoon van een rolstoel zijn de stations aangeduid die ingericht zijn in overeenstemming met de Americans with Disabilities Act van 1990.
| Station                        |  | Dienst | Opmerkingen |
| ------------------------------ |  | ------ | --- |
| Court Street-Borough Hall      |  |        | |
| Jay Street-MetroTech           |  |        | |
| DeKalb Avenue                  |  |        | Ten noorden van DeKalb Avenue afsplitsing van het traject over Manhattan Bridge Ten zuiden van DeKalb Avenue afsplitsing van de Brighton Line |
| Atlantic Avenue-Pacific Street |  |        | |
| Union Street                   |  |        | |
| 9th Street                     |  |        | |
| Prospect Avenue                |  |        | |
| 25th Street                    |  |        | |
| 36th Street                    |  |        | Ten zuiden van 36th Street afsplitsing van de West End Line                                                                                   |
| 45th Street                    |  |        | |
| 53rd Street                    |  |        | |
| 59th Street                    |  |        | Ten zuiden van 59th Street afsplitsing van de Sea Beach Line                                                                                  |
| Bay Ridge Avenue               |  |        | |
| 77th Street                    |  |        | |
| 86th Street                    |  |        | |
| Bay Ridge-95th Street          |  |        | |

 ·  ·  ·  ·  ·  ·  ·  ·  · 